# كاسر الحجر مستطيل الورق

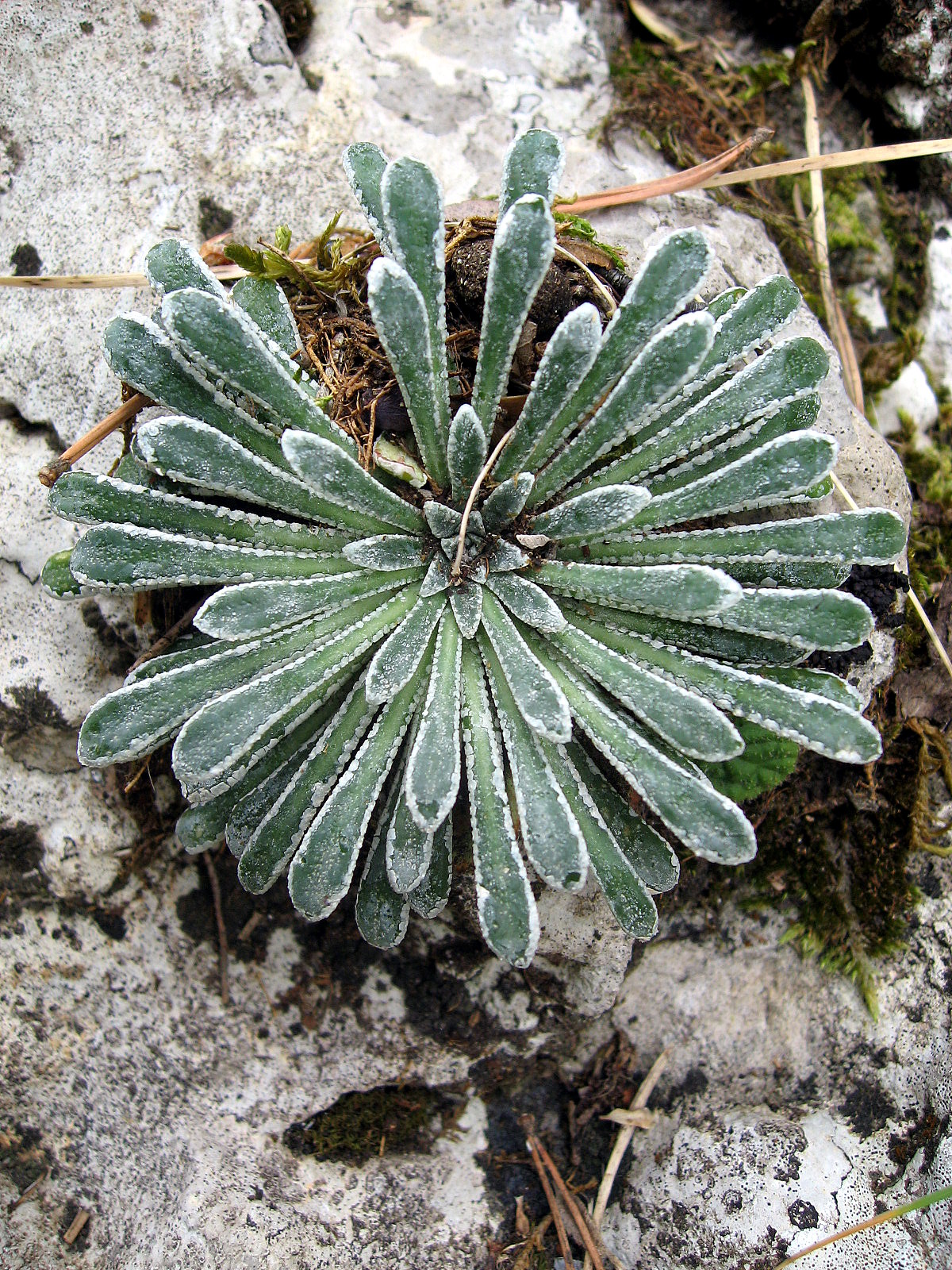

كاسر الحجر مستطيل الورق أو سفرس مستطيل الورق هو نبات أحادي الشكل من منحدرات الحجر الجيري الوردية الكبيرة.